# Prionota nigriceps
Prionota nigriceps är en tvåvingeart som beskrevs av Frederik Maurits van der Wulp 1885. Prionota nigriceps ingår i släktet Prionota och familjen storharkrankar. Inga underarter finns listade i Catalogue of Life.